# Star Wars Outlaws
Star Wars Outlaws (на русском языке издаётся под названием «Звёздные войны. Преступники») — компьютерная игра в жанре action-adventure, разработанная Massive Entertainment в сотрудничестве с Lucasfilm Games и изданная Ubisoft. Действие происходит во вселенной «Звёздных войн» в период между пятым и шестым эпизодами. Релиз состоялся 30 августа 2024 года для Windows, PlayStation 5 и Xbox Series X/S. 4 сентября 2025 года Star Wars Outlaws выйдет на Nintendo Switch 2.

## Игровой процесс
«Звёздные войны. Преступники» — однопользовательская приключенческая игра от третьего лица, действие которой происходит во вселенной «Звёздных войн». Действие игры разворачивается в открытом мире и происходит между событиями пятого и шестого эпизодов. Протагонистка игры — преступница по имени Кей Весс, которая совместно с напарником Никсом «собирается совершить одно из крупнейших ограблений в истории Внешнего Кольца». Боевая система будет сочетать стелс и сражения в открытую, также в игре будут присутствовать сражения с участием техники, космические битвы и разветвлённые диалоги.

## Сюжет
После битвы при Хоте лидер преступного синдиката Зерек Беш, Слиро Барша, устраняет своих конкурентов, чтобы укрепить свою власть. В это время Кей Весс мечтает покинуть свой суровый родной мир Кантонику и начать новую жизнь в Центральных Мирах. В отчаянии она соглашается на работу в команде под руководством Денниона, которая планирует ограбить хранилище Слиро. Кей успешно взламывает хранилище, но оказывается втянутой в конфликт, когда выясняется, что настоящей целью команды было освобождение Асары Дейн, лидера повстанцев, захваченной Слиро. Когда Кей требует награду, Деннион оглушает ее выстрелом, и ей приходится бежать самостоятельно. Слиро, считая Кей виновной в ограблении, назначает за нее награду.
Кей угоняет корабль Первопроходец и прыгает на планету Тошара, но аварийная посадка вынуждает ее искать помощи у механика Ваку. Для оплаты ремонта Кей берет работу у местных синдикатов, сталкиваясь с непростым выбором: помогать или предавать их. В процессе она спасает навигационный компьютер с затонувшего корабля, но Вака предает ее, попадая под удар охотника за головами Вейла Тормина. Кей спасает преступник Джейлен Вракс и его дроид ND-5, который предлагает ей вернуться к хранилищу Слиро, чтобы украсть его богатства. Джейлен поручает Кей собрать команду для этой операции.
Кей и ND-5 отправляются на поиск членов экипажа. Они освобождают мастера-взломщика Анка Парако с Киджими, сражаются с Джаббой Хаттом на Татуине, теряя тяжеловеса Хосса, и набирают дроида-кузнеца Гедика Обаза на Акиве, помогая ему захватить проект дроидов Viper для повстанцев. Однако ND-5 дает сбои, и Кей с Гедиком отправляются на заброшенную фабрику сепаратистов, где встречают Асару Дейн. ND-5 восстанавливается, а Асара решает присоединиться к их команде. Позже Джейлен вербует Рико Весс, мать Кей, бросившую ее в детстве, что вызывает напряжение в команде.
Кей добывает главный код Слиро и обнаруживает, что он — тайный директор Имперского бюро безопасности, а Зерек Беш — лишь прикрытие. Во время операции оказывается, что хранилище — ловушка. Слиро приказывает Вейлу убить Кей, но Вейл предает его, обеспечивая команде путь к отступлению. Вместо денег Кей получает кодекс, содержащий секретные данные об Империи. Джейлен предает команду, стремясь захватить контроль над Зереком Бешем, и оглушает Кей, забирая Асару в плен.
Кей объединяется с Рико, Анком и Гедиком, чтобы спасти ND-5. Они проникают на звездный разрушитель Revelator, где Слиро, Джейлен и Дарт Вейдер заключают сделку. Джейлен убивает Слиро за старые обиды, но ND-5, освобожденный Кей, убивает Джейлена, защищая свою хозяйку. Кей и ее команда сбегают с кодексом, уничтожив Revelator с помощью повстанцев и союзных синдикатов.
После операции Асара возвращается в Альянс повстанцев с важными данными, Анк и Гедик начинают совместный криминальный бизнес, а Вейл получает копию кодекса в качестве откупа. Кей и ND-5 отправляются в новое приключение. В сцене после титров Кей, замаскированная, помогает Рико сбежать из имперской тюрьмы.

## Разработка
13 января 2021 года Ubisoft объявила, что компания Massive Entertainment занимается разработкой игры  по «Звёздным войнам» с собственным сюжетом и открытом миром в сотрудничестве с Lucasfilm Games. Outlaws разрабатывался с использованием игрового движка Snowdrop. Геймдиректором выступил Матиас Карлсон, креативным директором — Джулиан Герити, ведущим сценаристом — Никки Фой, а нарративным директором — Навид Хавари.
По словам Герити, они с коллегами выбрали период времени между фильмами «Империя наносит ответный удар» и «Возвращение джедая», поскольку являются «большими поклонниками оригинальными трилогии». Он также отметил, что это идеальное время для различных криминальных элементов, поскольку в этот момент Повстанческий альянс залёг на дно, Галактическая Империя увеличивает свою власть, и расцветают преступные синдикаты.
11 июня 2023 года на Xbox Games Showcase был представлен кинематографический трейлер игры. На следующий день на презентации Ubisoft Forward было показано десять минут игрового процесса. Star Wars Outlaws планировалась к выпуску только на Ubisoft Connect, минуя Steam и Epic Games Store. В апреле 2024 года разработчики сообщили, что игра выйдет 30 августа 2024 года. Джулиан Герити рассказал, что прохождение основного сюжета займёт 25—30 часов, а более полное составит 50—60 часов. 17 июля 2024 года IGN эксклюзивно показал 10 минут игрового процесса. Несмотря на жалобы пользователей на низкую и непостоянную частоту кадров, плохие визуальные эффекты и недоработанный искусственный интеллект, финансовый директор Ubisoft Фредерик Дюге заявил, что игра «ушла на золото», подтвердил дату релиза и пообещал больше контента очень высокого качества. Ив Гиймо сказал инвесторам, что издатель проводил свою самую крупную рекламную кампанию, учитывая ожидания по Star Wars Outlaws в индустрии и положительное отношение в сообществе. 
В начале ноября 2024 года стало известно, что новым креативным директором стал Дрю Рехнер, сменивший Джулиана Герити. 21 ноября 2024 года игра вышла в Steam, но количество пользователей и рейтинг были невысокими — 800 человек и 69 %. В тот же день появилось первое сюжетное дополнение с участием Лэндо Калриссиана. 15 мая 2025 года будет доступно второе дополнение «Пиратская удача», где Кей и Никс в поисках сокровищ отправляются в систему Хепи. Ubisoft и Massive Entertainment объявили, что 4 сентября 2025 года игра выйдет на платформе Nintendo Switch 2.

## Оценки
| Сводный рейтинг       | Сводный рейтинг                       |
| Агрегатор             | Оценка                                |
| --------------------- | ------------------------------------- |
| Metacritic            | 77/100 (PC) 75/100 (PS5) 75/100 (XSX) |
| OpenCritic            | 75/100                                |
| «Критиканство»        | 72/100                                |
| Иноязычные издания    |                                       |
| Издание               | Оценка                                |
| 4Players              | 7/10                                  |
| Edge                  | 7/10                                  |
| Eurogamer             | [ 32 ]                                |
| GameRevolution        | 8/10                                  |
| GameSpot              | 6/10                                  |
| GamesRadar+           | [ 35 ]                                |
| GameStar              | 81/100                                |
| Hardcore Gamer        | 2,5/5                                 |
| IGN                   | 7/10                                  |
| Jeuxvideo.com         | 16/20                                 |
| NME                   | [ 40 ]                                |
| PCGamesN              | 5/10                                  |
| PC Gamer (US)         | 73/100                                |
| Push Square           | 6/10                                  |
| Shacknews             | 8/10                                  |
| The Guardian          | [ 45 ]                                |
| VG247                 | [ 46 ]                                |
| Video Games Chronicle | [ 47 ]                                |
| Русскоязычные издания |                                       |
| Издание               | Оценка                                |
| 3DNews                | 7/10                                  |
| GameMAG.ru            | 7/10                                  |
| Riot Pixels           | 60 %                                  |
| StopGame.ru           | Проходняк                             |

Игра получила в основном положительные отзывы согласно сайтам Metacritic и OpenCritic. Рецензенты отметили атмосферу «Звёздных войн», колоритных персонажей (например, Никса), увлекательный основной сюжет и систему репутации. Минусами являются геймплей, посредственный стелс и однообразные миссии, отсутствие оригинальных идей, проблемы с графикой на PlayStation 5 и неудовлетворительное техническое состояние. Критики сошлись во мнении, что Star Wars Outlaws получилась как приключенческая игра и особенно подходит для фанатов франшизы, но не смогла реализовать свой потенциал. Игроки поставили низкие оценки на Metacritic и были недовольны устаревшими механиками, принуждением к стелсу с перезапуском миссии в случае обнаружения, ошибками, «воукизмом» Disney и неинтересным сюжетом. 20 ноября 2024 года Ubisoft сообщила об удалении принудительного режима скрытности почти во всех квестах, чтобы дать большую свободу поклонникам. «Игромания» включила Star Wars Outlaws в список разочарований 2024 года.

### Продажи
В августе 2024 года Star Wars Outlaws была второй из десяти самых продаваемых игр в Европе. На 30 сентября 2024 года игра разошлась тиражом 1 миллион копий. На этом фоне Ubisoft заявила, что результаты во втором квартале не оправдали ожиданий; уроки выпуска Star Wars Outlaws заставили выделить дополнительное время для доработки Assassin’s Creed Shadows. После такой новости стоимость акций компании снизилась до уровня 2013 года. По итогам 2024 года Star Wars Outlaws заняла 47 место в списке самых продаваемых игр в Европе, что является худшим показателем по сравнению со Star Wars Jedi: Survivor.